# مک‌دانل داگلاس کی‌سی-۱۰ اکستندر
مک‌دانل داگلاس کی‌سی-۱۰ اکستندر (به انگلیسی: McDonnell Douglas KC-10 Extender) یک هواگرد ساختِ کارخانهٔ مک‌دانل داگلاس در کشور ایالات متحده آمریکا است. نخستین استفاده‌کنندهٔ این هواگرد نیروی هوایی ایالات متحده آمریکا بوده‌است. این هواگرد برای نخستین بار در ۱۲ ژوئیه ۱۹۸۰ میلادی مورد استفاده قرار گرفت.